# Conophyma pravdini
Conophyma pravdini är en insektsart som beskrevs av Stolyarov 1968. Conophyma pravdini ingår i släktet Conophyma och familjen Dericorythidae. Inga underarter finns listade i Catalogue of Life.